# 奥兰治城 (爱荷华州)
奥兰治城（Orange City, Iowa）是美国艾奥瓦州苏县的城市，是苏县的县城。美国2010年人口普查时人口为6004人，多于2000年人口普查的5582人。以奥兰治的威廉为名，奥兰治城以荷兰人的背景而闻名，每年五月份举办一次郁金香节三天庆祝活动。 许多城市的建筑都显示着荷兰的建筑风格。